# Leo Smit
Pour les articles homonymes, voir Smit.
Leo Smit, né le 14 mai 1900 à Amsterdam, mort le 30 avril 1943, durant la Shoah, dans le camp d'extermination de Sobibor, était un compositeur et pianiste néerlandais.

## Biographie
Leo Smit a étudié la composition au conservatoire d’Amsterdam avec Sem Dresden et le piano avec Ulfert Schults.
Au cours des années 1920, il compose des œuvres pour la harpiste Rosa Spier (1881-1967). De 1924 à 1927, il enseigne l'analyse et l'harmonie au Conservatoire d'Amsterdam. En 1925, sa première œuvre orchestrale, remarquée pour sa fantaisie et sa qualité d'orchestration, Silhouetten, est créée au Concertgebouw d'Amsterdam. Il s'agit de six miniatures inspirées par des dessins de Paul Süss, qui incorporent, une audace pour l'époque, un fox-trot.
En 1927, il s'installe à Paris, où il rencontre Darius Milhaud, qui a sur lui une grande influence. En 1933, son Concertino pour harpe et orchestre est créé sous la direction d'Eduard van Beinum. La même année il épouse, aux Pays-Bas, Lientje de Vries, qui le suit à Paris. En 1936, il compose la musique du film à succès Jonge harten, des réalisateurs Charles Huguenot van der Linden et Heinz Josephson. Il critique le mercantilisme qui envahit rapidement le genre. La même année, sa Symphonie en ut majeur pour orchestre classique, est créée sous la direction de Karel Mengelberg. 
À la fin de l'année 1936, il s'installe à Bruxelles, où il achève son Concerto pour piano et instruments à vent, et son Concertino pour violoncelle et orchestre,
En décembre 1937, il retourne à Amsterdam. Il y donne des cours privés de piano et de composition. Il côtoie les musiciens renommés (la mezzo-soprano Jo Immink, l'altiste Juup Raphaël, les compositeurs Daniël Ruyneman et Karel Mengelberg). Ses compositions sont diffusées par la radio.
En 1941, les artistes juifs n'ont plus le droit de se produire en public, et perdent leurs emplois. Leo perd peu à peu ses élèves privés non-juifs. En 1942, Leo et Lientje sont forcés de quitter leur maison de la Eendrachtstraat, pour gagner le Ghetto. En mars 1943, ils sont enfermés au Hollandse Schouwburg, un théâtre transformé en camps de rétention, et rebaptisé pour l'occasion Joodsche Schouwburg (Théâtre aux Juifs). Le 27 avril 1943, ils sont déportés au camp d'extermination de Sobibór, où ils sont assassinés le 30 avril.
Influencé par Claude Debussy et Albert Roussel, Leo Smit a composé des œuvres pour orchestre et de la musique de chambre. Ses œuvres sont régulièrement jouées depuis la fin des années 1980.

## Œuvres
- Twaalf stukken voor 4 handen (Douze pièces pour piano à quatre mains) (1941)

- Sonate pour flûte et piano (1939-1943); orchestrée en 1989 par Willem Strietman sous le titre Suite concertante.
- Quatuor à cordes (1939–1943) inachevé
- Divertimento pour piano à quatre mains (1940); orchestré en 2008 par Andries van Rossem
- Concerto pour alto et orchestre à cordes (1940)
- De bruid (La Fiancée) pour chœur de femmes (1939); sur un poème de Jan Prins
- Gavotte pour hautbois et violoncelle (1938)
- Trio pour clarinette, alto et piano (1938)
- Kleine Prelude van Ravel pour voix (alto) et piano (1938); sur un poème de Martinus Nijhoff
- La Mort pour soprano, alto et piano (1938); sur des poèmes de Charles Baudelaire
- Concerto pour piano et orchestre à vents (1937)
- Concertino pour violoncelle et orchestre (1937)
- Symphonie en ut majeur (1936)
- Sextuor pour flûte, hautbois, clarinette, basson, cor et piano (1933)
- Concertino pour harpe et orchestre (1933)
- Deux hommages pour piano (1928–1930): n°1 Hommage à Sherlock Holmes ; n°2 Hommage à Remington
- Schemselnihar, Ballet pour orchestre (1929)
- Quintette pour flûte, violon, alto, violoncelle et harpe (1928)
- Trio pour flûte, alto et harpe (1926)
- Suite pour piano (1926); les second et troisième mouvements ont été librement orchestrés en 1958 par Godfried Devreese sous le titre Forlane et Rondeau.
- Silhouetten pour orchestre (1925)
- Voorspel tot Teirlincks "De vertraagde film" (Prélude pour la pièce "De Vertraagde Film" de Herman Teirlinck) pour orchestre (1923)
- Twintig eenvoudige oefeningen (Vingt exercices simples) pour piano